# نبرد آنکارا
نبرد آنکارا (یا آنقره) در ۲۰ ژوئیه ۱۴۰۲ (۲۸ تیر ماه ۷۸۱ شمسی) در دشت چوبوک در نزدیکی آنکارا بین نیروهای عثمانی سلطان بایزید یکم و تیمور فرمانروای امپراتوری تیموری روی داد. این جنگ یک پیروزی بزرگ برای تیمور به‌شمار آمد و منجر به یک دوره بحران بزرگ برای امپراتوری عثمانی گشت؛ هرچند امپراتوری تیمور پس مرگ او سه سال پس از این نبرد روند تباهی و نابودی را پیمود اما حکومت عثمانی توانست توانش را کاملاً بازیابی کند و سیر افزایش نیروی خود را در دو تا سه قرن پس از این جریان ادامه دهد.

## پیش زمینه
تیمور فرمانروای ترکی مغولی ماوراءالنهر در طول چندین سال توانست یک امپراتوری بزرگ و نیرومند در آسیای مرکزی به وجود آورد و تبدیل به قدرتمندترین حاکم در آسیای مرکزی پس از چنگیزخان (که ادعا می‌کرد از نوادگانش است) شود. او به دنبال این بود که یک بار دیگر امپراتوری بزرگ مغول را بازسازی و زنده کند. در دهه‌های ۷۷۰ و ۷۸۰ خورشیدی او به بخش‌هایی از ایران از جمله ارمنستان، آذربایجان ومیانرودان حمله و آن‌ها را فتح کرد؛ جنوب روسیه و اوکراین (۷۷۴–۷۷۵ خورشیدی) را ویران کرد و به هند (۷۷۷ خورشیدی) نیز یورش برد. اگرچه بین روابط عثمانی و تیموریان تنش وجود داشت اما جنگی بین آن‌ها وجود نداشت تا هنگامی که بایزید یکم از یک امیر وفادار به تیمور درخواست باج نمود و این دلیلی برای آغاز جنگ شد. در سال ۰۱–۱۴۰۰ میلادی تیمور، سیواس را از عثمانی، بخش‌هایی از سوریه را از مملوک گرفت و سپس به سمت آناتولی رهسپار شد.
در تابستان سال ۷۸۱ خورشیدی عثمانی سرگرم نبرد در اروپا بود. بایزید یکم محاصره قسطنطنیه را پس از حرکت دوباره لشکر تیمور شکست و سپاهش را به سمت جنوب شرق و آنکارا به حرکت درآورد.

## نیروها
شمار ارتش تیمور ۱۴۰٬۰۰۰ تن که بیشتر از سواره نظام تشکیل شده بود و همچنین ۳۲ فیل جنگی و شمار نیروهای ایلدیریم بایزید ۸۵٬۰۰۰ تن تخمین زده می‌شود.
نیروهای عثمانی از نیروهای زیر فرمان پسران بایزید، غازی‌ها، ینی چری‌ها، مسلمان خراجگزار آناتولی و اتباع خراجگزاران اروپایی (مسیحیان بالکان) تشکیل شده بود. یک چهارم نیروهای عثمانی را نیروهای تاتارها که به تازگی فتح شده بودند تشکیل می‌داد.

## جایگاه نبرد

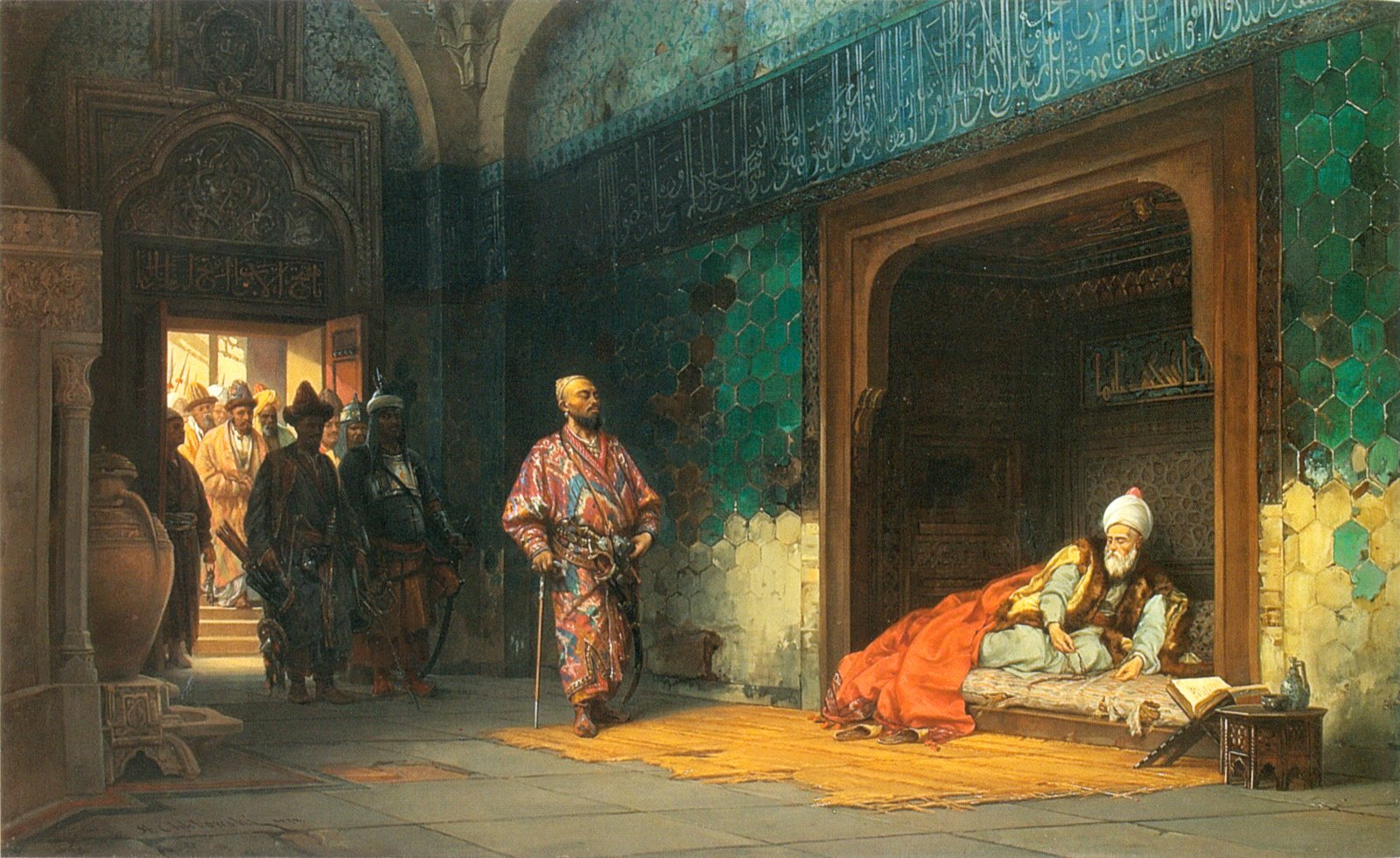
Timur tarafından esaret altında tutulan I. Bayezid'in resmedildiği bir tablo (Stanisław Chlebowski, 1878)

بایزید با اکراه از محاصره قسطنطنیه عقب‌نشینی نمود و نیروهای خود را به راهپیمایی در گرمای تابستان واداشت. هنگامی که آنها وارد آنکارا شدند خسته و تشنه بودند ولی زمان به آن‌ها اجازه استراحت و تجدید نیرو را نداد. بایزید به وسیلهٔ ژنرال‌های خود به گرفتن موضع دفاعی توصیه شد و به این که هنگامی که نیروهای تیمور سپاه عثمانی را عقب راند، آن‌ها به سمت کوهستان عقب‌نشینی کنند و نیروهای تیمور را مجبور به شکستن صفوفشان و تلاش برای تعقیب عثمانی در موقعیت جدید نیروهای عثمانی گرمای میانه تابستان بکنند. بایزید به جای آن موضع تهاجمی و راهپیمایی به سمت شرق در پیش گرفت. در پیشروی پیشاهنگان عثمانی هیچ اثری از سپاه تیمور که مخفیانه به سمت جنوب غربی راهپیمایی کرده و در واقع به پشت عثمانی رفته بودند نیافتند. سپاه تیمور در همان مکان که عثمانی پیشتر اشغال کرده بودند با استفاده از چادرهای رها شده و منابع آب اردو زدند.
در آرایش سپاه تیمور، خود او به فرماندهی مرکز سپاه و پسرانش میرانشاه و شاهرخ به ترتیب به فرماندهی سمت‌های راست و چپ سپاه و نوه‌ها در گروه پیشاهنگان قرار داشتند.
در آرایش سپاه عثمانی، بایزید به فرماندهی مرکز سپاه همراه با ینی چری‌ها و پسرش سلیمان با بهترین نیروها سمت چپ سپاه و استفان لازارویچ با نیروهای نظامی بالکان سمت راست سپاه و پسرش محمد گارد عقب قرار داشتند.

## نبرد

جایگاه دو سپاه در آغاز نبرد.

نبرد در یک مقیاس بزرگ از حمله نیروهای عثمانی آغاز شد و سواران کماندار تیمور با تیراندازی به رویارویی به پا خاستند. چندین هزار تن کشته و بسیاری به تیمور تسلیم شدند. استفان لازارویچ و شوالیه خود را همراه با نیروهای والاچیایی در مبارزه با نیروهای تیمور موفق شدند توانستند سه بار صفوف مغولان را در هم بشکنند. چندین بار استفان به بایزید توصیه کرد با او بگریزد ولی بایزید هر بار این درخواست را رد می‌کرد. اما صرب‌ها موفق به نجات یکی از پسران بایزید و خزانه از دست مغولان شدند راه خود را به قسطنطنیه تغییر دادند. سربازان صربی زرهی بسیار سنگین به تن داشتند که در برابر تیرهای تیموریان مقاومت و کارایی بسیار بالایی داشت. تیمور نیروهای صربی که به او توصیه می‌کردند «مانند شیر مبارزه کند» تحسین می‌کرد. در طول نبرد جریان منبع تأمین اصلی آب هر دو طرف توسط تیمور عوض شد تا سپاه عثمانی بدون آب بماند. نبرد نهایی صورت گرفت در تپه کتال در منطقه چوبوک روی داد. ارتش عثمانی تشنه و خسته و شکست خورده بود هر چند بایزید موفق به فرار به کوه‌های اطراف با چند صد سوار شد اما تیمور که کوهستان را محاصره کرده بود او را اسیر کرد. بایزید ایلدریم سه ماه بعد در اسارت درگذشت. ارتش عثمانی به علت بی وفایی تاتارهای سیاه و سپاهی‌هایی از بلیک‌های آناتولی که سپاه بایزید را ترک کردند و به نیروهای تیمور پیوست به شدت تضعیف شد.

## نتایج نبرد

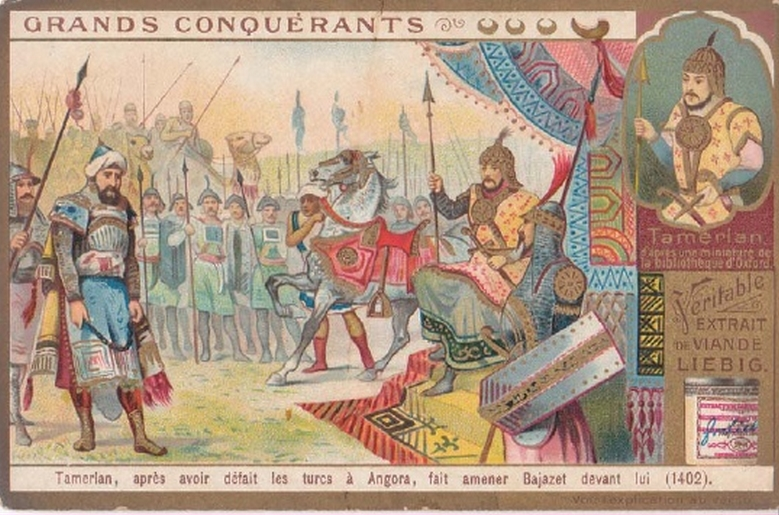
بایزید اول در اسارت تیمور. پس از شکست بایزید در آنکارا، تیمور فرمانروای برجسته جهان اسلام شد.

نتیجه جنگ برای عثمانی فاجعه بار بود و عثمانی را تا نزدیکی فروپاشی امپراتوری پیش برد. این شکست منجر به یک جنگ داخلی در میان پسران بایزید گردید. جنگ داخلی در عثمانی تا ۱۱ سال (۱۴۱۳) پس از نبرد آنکارا ادامه یافت.
این نبرد در تاریخ عثمانی نیز قابل توجه است زیرا تنها زمانی بود که یک سلطان عثمانی دستگیر و اسیر گشت.